# Cyrtomychus coccinelloides
Cyrtomychus coccinelloides is een keversoort uit de familie zwamkevers (Endomychidae) die voorkomt op de Seychellen. De wetenschappelijke naam van de soort werd in 1910 gepubliceerd door Hermann Julius Kolbe.